# Muck (Schottland)
Muck (schottisch-gälisch: Eilean nam Mucⓘ) ist der Name einer der „Kleinen Inseln“ der Inneren Hebriden von Schottland. Sie ist auch als Isle of Monk bekannt. 2011 lebten 27 Menschen auf Muck. Die größte Siedlung auf der Insel ist Port Mòr; dort befindet sich auch der Hafen.
Fähren verkehren von Port Mòr zu den Inseln Canna, Rùm und Eigg sowie nach Mallaig und Arisaig auf dem schottischen Hauptland.
Der höchste Hügel der Insel ist der 137 Meter hohe Beinn Airein. Muck ist bekannt für große Robbenkolonien und für Schweinswale in den umgebenden Gewässern.
Der gälische Name Eilean nam Muc bedeutet „Insel der Wale“. Gelegentlich wird der Name auch als „Insel der Schweine“ gedeutet (muc: Schwein). Das Wort Muc ist hier aber eine Kurzform  von muc-mhara (deutsch „Wal“).

## Vorgeschichte
Die frühe Inselgeschichte liegt im Dunkel, aber es gibt einige Hinweise. Eine mesolithische Siedlung auf der etwa 5,0 km entfernten Insel Rùm deutet an, dass das fruchtbarere Muck auch bewohnt war. Die frühesten Artefakte auf Muck sind ein Thumbnail-Schaber und zwei Feuersteinklingen vermutlich neolithischen Datums. Die Bronzezeit wird durch einen Dolch repräsentiert, der 1920 während der Entwässerung eines Moors gefunden wurde. Es gibt auch eine Anzahl bronzezeitlicher Grabstätten.

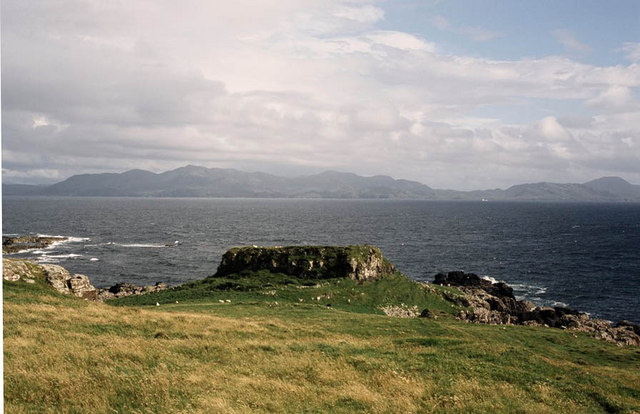
Hillfort

Caistel nan Duin Bhan im Norden des Hafens ist eine lange genutztes eisenzeitliches Hillfort. Ein Hausgrundriss befindet sich in dem ummauerten Areal. Die frühchristliche Periode ist durch zwei Kreuze auf dem Kiel oder A’ Chill genannten Friedhof vertreten, der mit Finnan, einem Zeitgenossen von Columba auf Iona, verbunden zu sein scheint. Dail Chill Fionain ist der alte Name eines Feldes, das heute als Lagabholla bekannt ist.